# 飯田川郵便局
飯田川郵便局（いいたがわゆうびんきょく）は、秋田県潟上市飯田川飯塚にある郵便局。民営化前の分類では集配特定郵便局であった。

## 沿革
- 1879年（明治12年）6月25日 - 下虻川（しもあぶかわ）郵便局（五等）として開設[2]。
- 1885年（明治18年）10月1日 - 貯金取扱を開始。
- 1890年（明治23年）12月21日 - 為替取扱を開始。
- 1892年（明治25年）7月1日 - 小為替振出事務取扱を開始[3]。
- 1896年（明治29年）7月1日 - 小包郵便取扱を開始[4]。
- 1920年（大正9年）11月1日 - 飯田川（いいたがわ）郵便局に改称[5]。
- 1921年（大正10年）10月16日 - 電話通話事務を開始[6]。
- 1922年（大正11年）
  - 7月26日 - 特設電話加入申込の受理を開始[7]。
  - 12月6日 - 電話交換業務および電話加入者の託送電報取扱を開始[8]。
- 1939年（昭和14年）7月21日 - 南秋田郡飯田川町大字下虻川から同郡同町大字飯塚に新築移転し八郎潟郵便局（現在の八郎潟郵便局とは異なる[9]）に改称。旧局舎に同日開設した飯田川郵便局（現在の下虻川郵便局[9]）に電信電話業務を移管[10]。
- 1943年（昭和18年）9月1日 - 羽後飯塚電信取扱所の廃止に伴い、取扱事務を承継する[11]。
- 1965年（昭和40年）3月15日 - 下井河郵便局から和文電報配達事務を移管[12]。
- 1969年（昭和44年）2月23日 - 和文電報配達業務を飯田川電報電話局に移管。
- 1971年（昭和46年）5月10日 - 飯田川郵便局に改称[13][9]。
- 1983年（昭和58年）3月 - 局舎を新築。
- 2007年（平成19年）10月1日 - 民営化に伴い、併設された郵便事業秋田支店飯田川集配センターに一部業務を移管。
- 2012年（平成24年）10月1日 - 集配業務において、 日本郵便株式会社発足に伴い、郵便事業秋田支店飯田川集配センターから秋田中央郵便局飯田川集配センターとする。
- 2023年（令和5年）2月1日 - 集配業務を秋田中央郵便局飯田川集配センターより統合する。

## 取扱内容
- 郵便、印紙、ゆうパック、チルドゆうパック、内容証明、国際郵便
- 貯金、為替、振替、振込、国債、財形定額貯金
- 生命保険、バイク自賠責保険、自動車保険、がん保険
- 宝くじの販売
- ゆうちょ銀行ATM
- 潟上市内の一部地域および南秋田郡井川町内全域（〒018-15xx）の集配業務

## 周辺
- 小玉醸造
- 国道7号
- 国道285号

## アクセス
- JR奥羽本線 羽後飯塚駅から徒歩約6分
- 秋田中央交通バス 銀行前停留所下車
- 秋田自動車道 昭和男鹿半島ICから北へ、五城目八郎潟ICから南へそれぞれ約6.5km
- 駐車場あり：4台